# Husligt Arbejderforbund

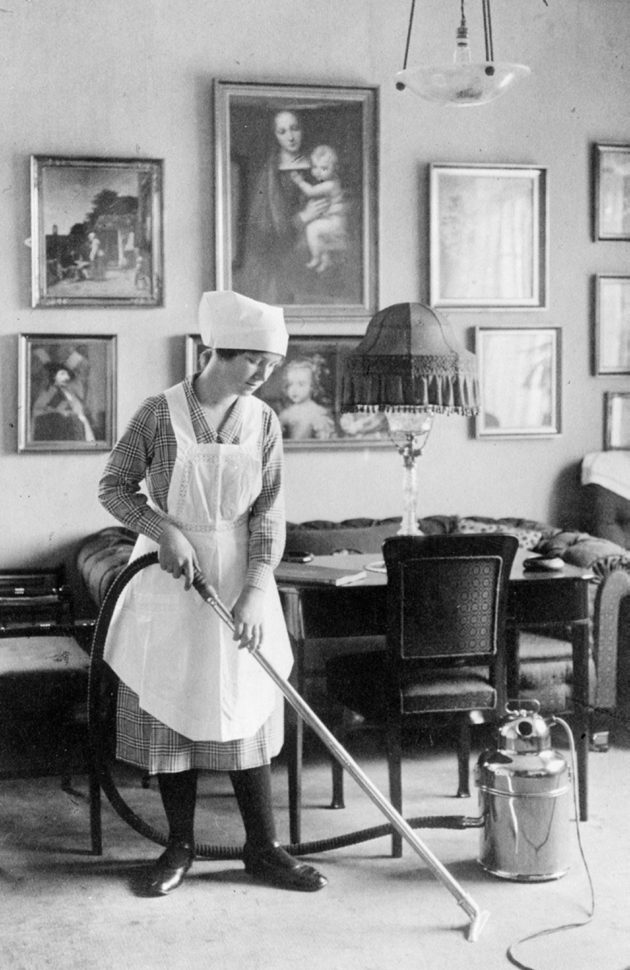
Tjänsteflicka städar i Danmark 1912.

Husligt Arbejderforbund bildades den 20 juli 1904 som De Samvirkende danske Tjenestepigeforeninger  innan namnet 1915 bytte namn till "Husassistenternes Fagforbund"  och 1946 till "Husligt Arbejderforbund" (officiellt från 1 januari 1947 ), som i oktober 1992 blev "Foreningen af Offentligt Ansatte" efter sammanslagning med Dansk Kommunal Arbejderforbund  efter att diskussionen om sammanslagning pågått sedan 1972 .
Organisationen bildades av Københavns Tjenestepigeforening, Århus og Omegns Tjenestepigeforening, Odense og Omegns Tjenestepigeforening och Ålborg og Omegns Tjenstepigeforening som möttes i Studentersamfundets sal i Köpenhamn.
De första målen man försökte uppnå var:
- Avskaffa nattligt arbete.
- Räkna arbetsdagen från klockan 06-07.00 på morgonen till 18-19.00 på kvällen.
- Tjänsteflickans rätt till sund och rejäl kost.
- Tjänsteflickans rätt till ordentligt rum.
- Ledigt varannan söndagseftermiddag, senast klockan 15.00
- Tjänsteflickans rätt till en och en halv timmes frihet att göra var hon vill innan kvällen klockan 19.00.
- Ledigt en bestämd vardag i veckan från klockan 19.00

1906 startade de "Københavns Tjenestepigeskole" i Köpenhamn, som 1926 blev Husassistenternes Fagskole.
Den 1 januari 1916 upprättade man en arbetslöshetskassa.
1918 gick man med i "De Samvirkende Fagforbund" (senare "Landsorganisationen i Danmark") . 1920 uppgick medlemsantalet till 1 000, och 25 avdelningar.
1921 fick man igenom avskaffandet av Tyendeloven, som ersattes av Medhjælperloven, och 1934 öppnade man Husassistenternes Alderdomshjem . Från 1937 hade man även manliga medlemmar.
1957 fick man fler medlemmar, då en hemhjälp för äldre inrättades i Danmark, och åren 1969-1979 ökade antalet medlemmar från 12 000 till 54 000 då den danska välfärdsstaten byggdes ut och 1983 hade man 72 500 medlemmar, 99,1% kvinnor och 0,9% män.

### Fotnoter
1. ↑  ”FOA - 1904”. Arkiverad från originalet den 19 juli 2011. https://web.archive.org/web/20110719123700/http://www.foa.dk/Forbund/Om-FOA/FOAs-historie/1900ernee/De%20samvirkende%20danske%20Tjenestepigeforeninger. Läst 29 oktober 2010.
2. 1 2  FOA - 1915
3. ↑  FOA - 1947
4. ↑  FOA - 1992
5. ↑  FOA - 1992
6. ↑  ”FOA - 1906”. Arkiverad från originalet den 19 juli 2011. https://web.archive.org/web/20110719124305/http://www.foa.dk/Forbund/Om-FOA/FOAs-historie/1900ernee/Husassistenternes%20Fagskole. Läst 29 oktober 2010.
7. ↑  FOA - 1916
8. ↑  FOA - 1920
9. ↑  FOA - 1921
10. ↑  FOA - 1934
11. ↑  FOA - 1937
12. ↑  FOA - 1937
13. ↑  FOA - 1979
14. ↑  FOA - 1980